# 東大阪市立高井田西小学校
東大阪市立高井田西小学校（ひがしおおさかしりつ たかいだにししょうがっこう）は、大阪府東大阪市高井田本通にある公立小学校。

## 沿革
- 1951年（昭和26年）4月1日 - 布施市立布施第八小学校として、布施市立布施第二小学校（現東大阪市立長堂小学校）から分離し開校。
- 1967年（昭和42年）2月1日 - 東大阪市が誕生し、東大阪市立高井田西小学校と改称。

## 通学区域
- 高井田中3～5丁目、高井田西1～6丁目、高井田本通1～7丁目[1]

## 進路状況
ほとんどの児童は東大阪市立高井田中学校へ進学するが、国私立中学校へ進学する児童もいる。